# Sunset Blvd
Sunset Blvd è un singolo della cantante statunitense Selena Gomez e del produttore statunitense Benny Blanco, pubblicato il 14 marzo 2025 come secondo estratto dall'album in studio collaborativo I Said I Love You First.

## Descrizione
Sunset Blvd è stato descritto dalla critica specializzata come un brano ambient pop, dream pop e synth pop e trae ispirazione dal primo appuntamento dei due artisti nei pressi dell'omonimo viale di Los Angeles.

## Video musicale
Il video, diretto da Petra Collins, è stato reso disponibile in concomitanza con l'uscita del singolo. Nella clip Gomez indossa un look anni '80 e vi è un riferimento al film Un sogno lungo un giorno di Francis Ford Coppola.

## Tracce
1. Sunset Blvd – 2:47

## Classifiche
| Classifica (2025) | Posizione massima |
| ----------------- | ----------------- |
| Canada            | 79                |
| Regno Unito       | 100               |
| Stati Uniti       | 97                |